# Julie Andrews

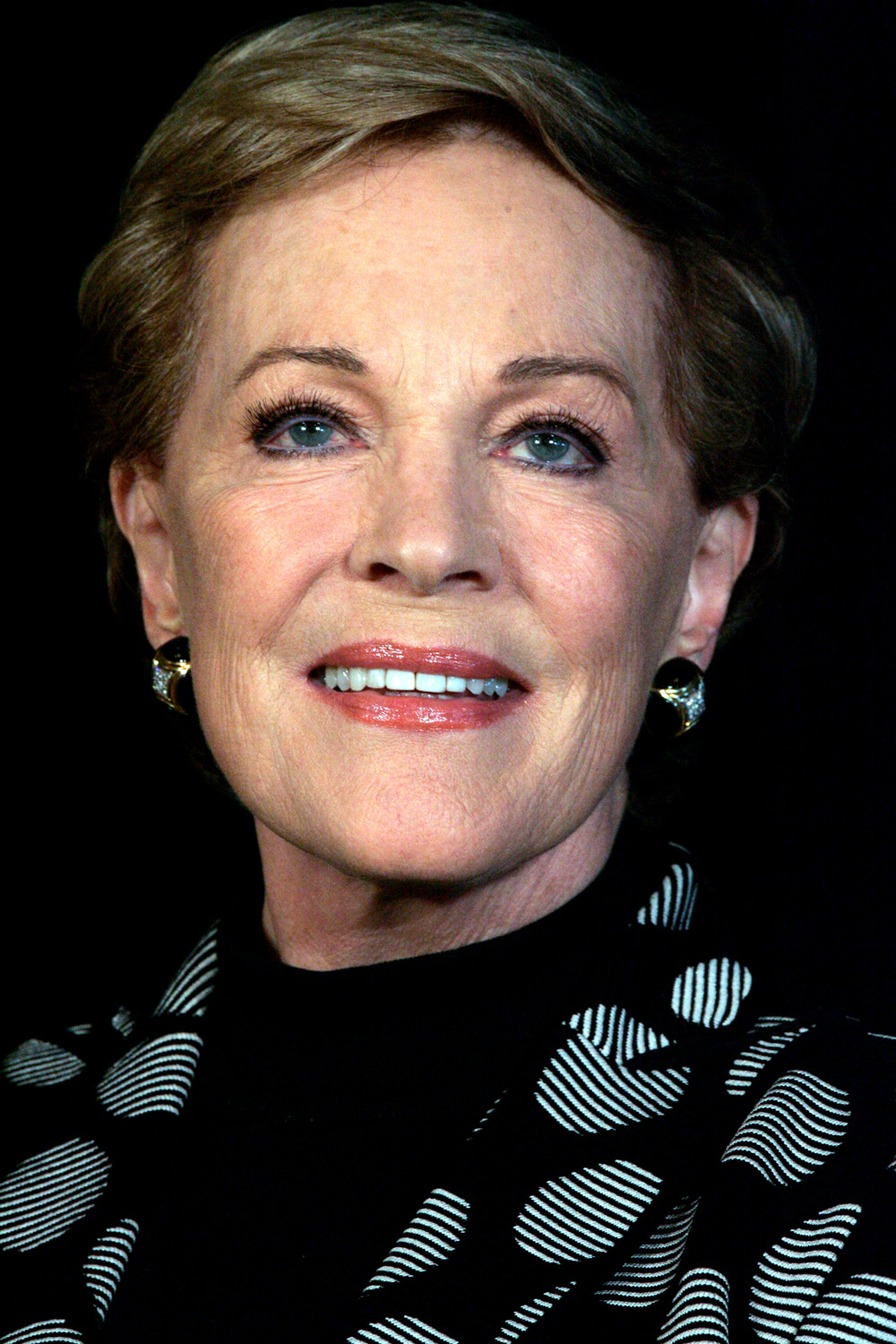
Julie Andrews (2013)

Dame Julie Elizabeth Andrews, DBE, bürgerlich Julie Andrews Edwards (* 1. Oktober 1935 als Julia Elizabeth Wells in Walton-on-Thames), ist eine britische Bühnen- und Film-Schauspielerin, Sängerin, Schriftstellerin und Synchronsprecherin. Internationale Bekanntheit erlangte sie in den 1960er Jahren als Musicaldarstellerin, vor allem durch ihre Hauptrollen in den Filmmusicals Mary Poppins und Meine Lieder – meine Träume. Daneben gab sie Konzerte auf vielen Kontinenten, bis sie 1997 nach einer Operation ihre Gesangsstimme verlor. Danach widmete sich die Oscar-Preisträgerin vermehrt der schriftstellerischen Beschäftigung; erfolgreich war sie als Autorin von Kinderbüchern.

## Leben und Laufbahn

### Kindheit und Jugend
Julie Andrews wurde am 1. Oktober 1935 als Julia Elizabeth Wells geboren. Ihre Eltern ließen sich bald danach scheiden, und ihre Mutter heiratete Ted Andrews, dessen Nachnamen das Mädchen annahm. Aus dieser Ehe hat Julie Andrews zwei Halbgeschwister. Ted Andrews trat mit seiner Ehefrau in Vaudeville-Theatern in London und Umgebung auf. Als er das Gesangstalent seiner Stieftochter entdeckte, entwickelte er seine Zwei-Personen-Show zu einer Familienproduktion, in der Julie einige Lieder vortrug und von ihrer Mutter am Klavier begleitet wurde. Da Julie Andrews Auftritte dem Publikum gefielen, wurde ihre Bühnenzeit nach und nach verlängert, bis sie als Hauptakteurin den größten Teil des Lebensunterhalts der Familie verdiente.

### Karriere als Sängerin und Schauspielerin

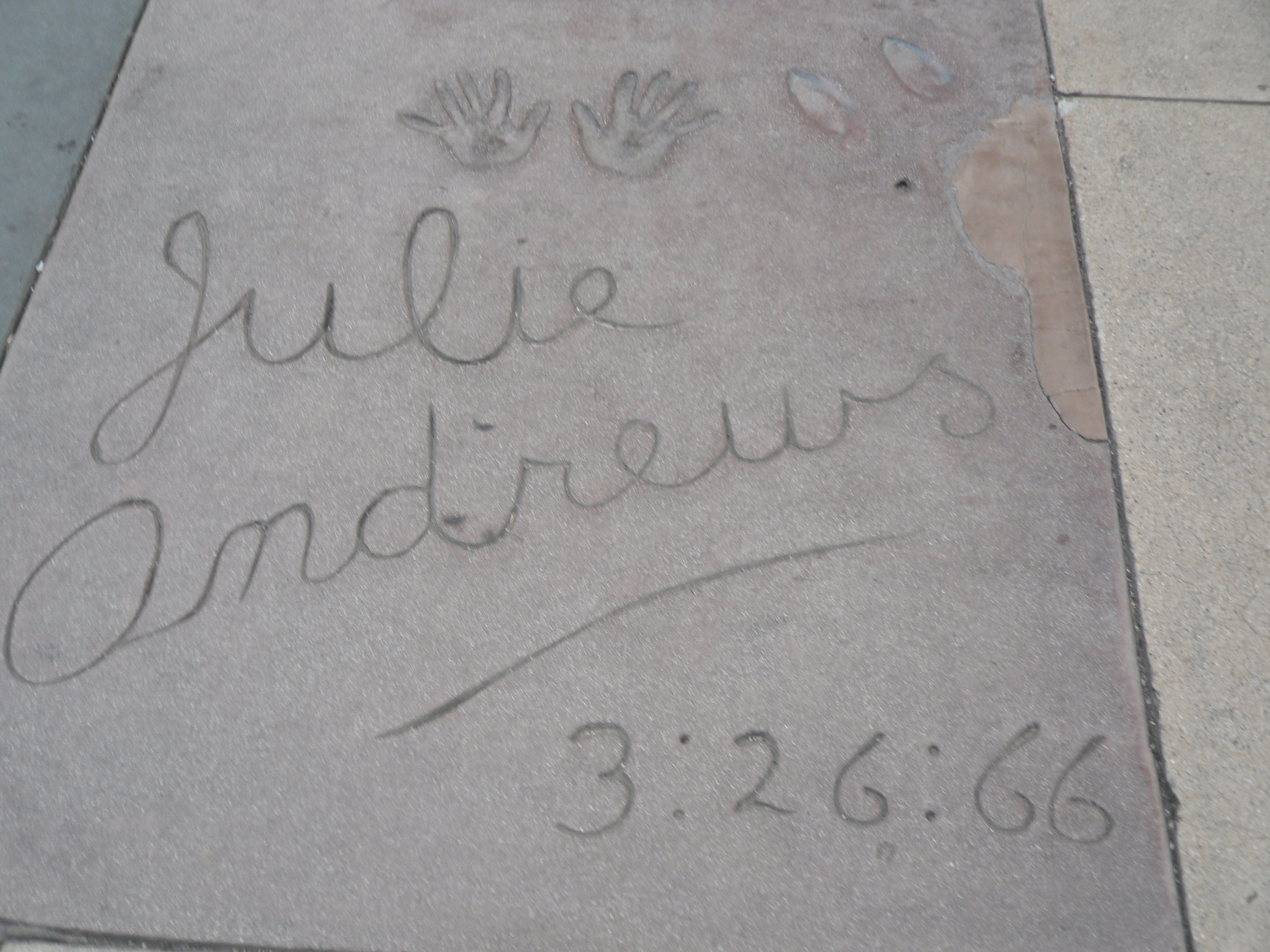
Unterschrift von Julie Andrews vor Grauman’s Chinese Theatre

Julie Andrews wurde früh von ihren Eltern gefördert. Zunächst erteilte der Stiefvater ihr Gesangsunterricht, später schickten die Eltern sie zu einer Gesangslehrerin. Obwohl Andrews’ Stimme vier Oktaven umfasste, eignete sie sich mangels Volumen nicht zum Operngesang. Doch die Erfahrungen im Vaudeville mit ihren Eltern bereiteten sie auf kommende größere Bühnenauftritte vor. Andrews gelang es in ihren frühen Live-Auftritten, als höchsten Ton das zweigestrichene F zu singen.
Bereits im Alter von zwölf Jahren stand sie in der Starlight Roof Revue im Londoner West End auf der Bühne (neben beliebten Unterhaltungskünstlern jener Zeit, darunter Vic Oliver, Pat Kirkwood, Fred Emney). Die Revue wurde 649 Mal aufgeführt und löste ein lebhaftes Echo in der englischen Presse aus, die Andrews’ außergewöhnliches Gesangstalent würdigte.
Als Sprungbrett zu einer großen Karriere erwies sich 1953 ihre Hauptrolle in dem Musical The Boy Friend. Drei Jahre danach vertraute ihr Moss Hart die Rolle der Eliza Doolittle in der Broadway-Fassung von My Fair Lady in New York an, einer Adaption von George Bernard Shaws Schauspiel Pygmalion. Andrews spielte die Eliza später auch in London.
Lerner und Loewe, die Autoren von My Fair Lady, schrieben ihr 1960 die Rolle der Guinevere in dem Musical Camelot auf den Leib. Sie spielte darin neben Richard Burton und anderen bekannten Darstellern. Durch einen Auftritt mit Stücken aus Camelot in der Ed Sullivan Show im US-Fernsehen wurde Andrews in den Vereinigten Staaten einem größeren Publikum bekannt. Walt Disney bot ihr die Hauptrolle in einer Verfilmung des Musicals Mary Poppins an. Etwa zur selben Zeit wurde die Verfilmung von My Fair Lady geplant, und Andrews bewarb sich, aber die Produzenten vergaben die Rolle der Eliza an Audrey Hepburn, deren Gesang von einer professionellen Sängerin gedoubelt wurde. Beide Filme kamen 1964 in die Kinos, und Andrews gewann für ihre Darstellung Mary Poppins' einen Grammy und den Oscar für die beste Hauptdarstellerin.

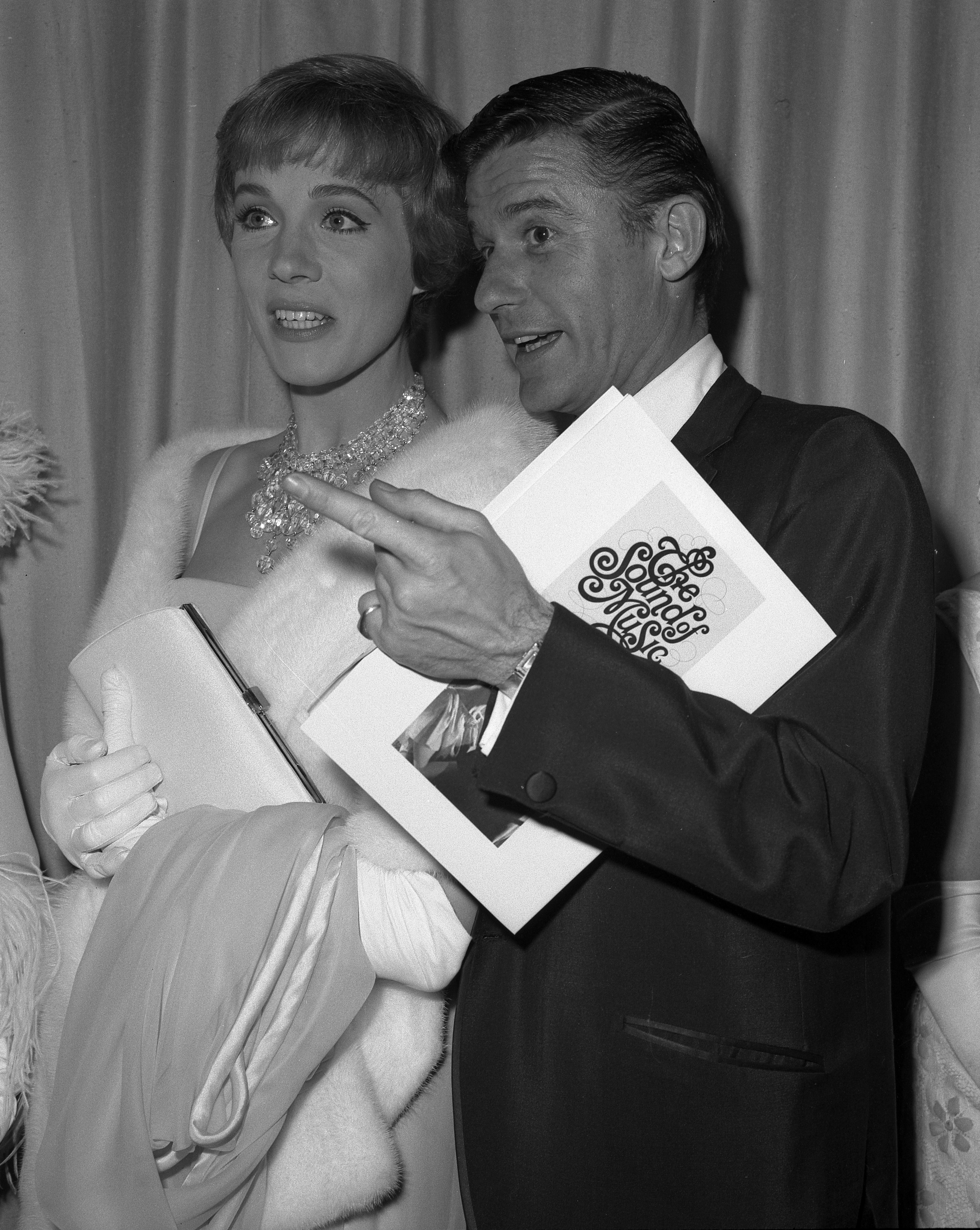
Andrews mit Roddy McDowall bei der Premiere von Meine Lieder – meine Träume (1965)

Nach dem Film Nur für Offiziere, in dem sie an der Seite ihres Freundes James Garner in einer ernsteren Rolle zu sehen war, wandte sich Andrews 1965 mit Meine Lieder – meine Träume wieder dem Filmmusical zu. Für ihre Darstellung der Nonne und Haushälterin Maria von Trapp in The Sound of Music wurde sie mit einem Golden Globe geehrt. Auch in vielen weiteren Filmrollen sang und tanzte sie, etwa in The Sound of Music, Thouroughly Modern Millie und Star!. 
In den 1970er Jahren erhielt sie eine eigene Fernsehshow, The Julie Andrews Hour. In der jeweils einstündigen Sendung traten Dinah Shore, Gene Kelly, Robert Goulet, Cass Elliot u. a. mit Gesangs-, Tanz- und Sketcheinlagen auf.
Seit der Heirat mit dem Regisseur Blake Edwards im Jahr 1969 spielte Andrews die Hauptrolle in mehreren seiner Filme, so in der Verwechslungskomödie Victor/Victoria von 1982, mit deren Broadway-Fassung sie von 1995 bis 1997 auf die Theaterbühne zurückkehrte. (Mit dem Komponisten des Stücks, Ian Fraser, verband sie eine langjährige Zusammenarbeit.) Für die Darstellung in dem Bühnenstück wurde sie 1996 für einen Tony Award für die beste Hauptdarstellerin nominiert, doch verkündete sie, dass sie den Preis nicht annehmen würde, da sie allein und nicht das ganze Ensemble nominiert worden war.
Im Jahr 1992 erschien eine Studioaufnahme des Musicals The King and I mit Andrews und Ben Kingsley in den Hauptrollen. In Nebenrollen waren Roger Moore und Martin Sheen zu hören. 
Darüber hinaus veröffentlichte Andrews CDs mit eigenen Liedern sowie Neuaufnahmen von Klassikern und Weihnachtsliedern, die sie auch auf ihren Tourneen vortrug. 
1997 verlor Andrews ihre Stimme als Folge eines chirurgischen Eingriffs zur Entfernung sogenannter Sängerknötchen. Eine gerichtliche Klage gegen die behandelnden Ärzte endete im September 2000 mit einem Vergleich. Bis heute hat sie ihre volle Singstimme nicht zurückerlangt. In einigen Filmen (zum Beispiel Plötzlich Prinzessin) gelang es ihr noch, in tiefen Stimmlagen zu singen. In Interviews beschrieb sie den Stimmverlust als schmerzlich, doch habe sie die Hoffnung auf ihre vollständige Genesung nicht aufgegeben.
Im Jahr 1999 drehte Andrews mit James Garner die Liebeskomödie Zauber einer Winternacht. Beim jüngeren Publikum fand sie Gefallen als Königin Clarisse in dem Spielfilm Plötzlich Prinzessin und seiner Fortsetzung. Für Shrek 2 – Der tollkühne Held kehrt zurück, Shrek der Dritte und Für immer Shrek wurde sie als Synchronsprecherin engagiert. Sie sprach Königin Lillian, die Mutter von Prinzessin Fiona.
Am 8. Mai 2010 trat sie erstmals wieder als Sängerin auf. Bei dem Konzert in der O2-Arena in London wurde sie vom Royal Philharmonic Orchestra begleitet und von fünf Sängern unterstützt. Kritiker konnte sie mit ihrer Leistung nicht überzeugen, doch feierten 20.000 Zuhörer ihr Comeback mit Ovationen.
Die im August 1964 veröffentlichte Single A Spoonful of Sugar wurde in den USA im Oktober 2021 nachträglich mit einer Goldenen Schallplatte ausgezeichnet; im August 2024 folgte Silber in Großbritannien. Für die Single Supercalifragilisticexpialidocious erhielt Andrews in Großbritannien eine Silberne und in den USA eine Goldene Schallplatte. Im Dezember 2024 erhielt sie britisches Silber für Stay Awake.

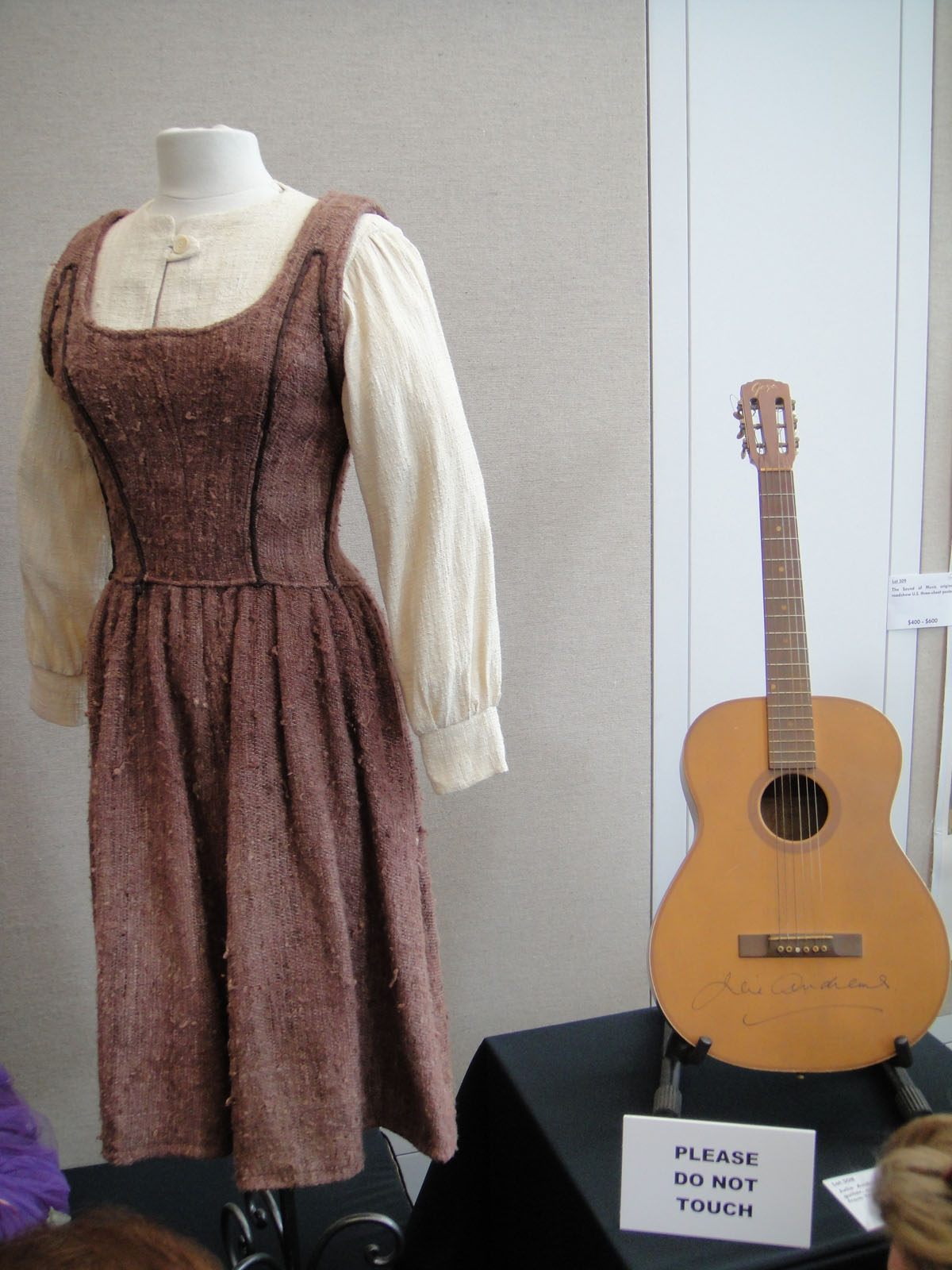
Andrews’ Kostüm und Gitarre aus Meine Lieder – meine Träume

In Deutschland wurde Andrews in ihren Filmrollen von verschiedenen Schauspielerinnen synchronisiert, am häufigsten von Viktoria Brams.

### Schriftstellerische Tätigkeit
Angeregt von ihren Kindern, begann Andrews Anfang der 1970er Jahre Kinderbücher zu verfassen. Das Buch Mandy wurde 1971 veröffentlicht, drei Jahre später folgte The Last of the Really Great Whangdoodles. Nach dem Verlust ihrer Gesangsstimme widmete sie sich dieser Beschäftigung öfter. Zusammen mit ihrer Tochter, Emma Walton-Hamilton, entwickelte sie eine Reihe von Geschichten um den Lastwagen Dumpy. Die Illustration der Bücher übernahm Andrews' früherer Ehemann, Tony Walton.
Auch für eine erwachsene Leserschaft verfasste Andrews mehrere Bücher, darunter Simeons Geschenk. Später leitete sie eine eigene Buchreihe, in der Werke für junge Leser, die seit langem nicht mehr verlegt wurden, erneut herausgegeben wurden. Daneben bot die Reihe jungen Kinderbuchautoren eine Plattform zur Veröffentlichung eigener Werke.
Im Jahr 2008 erschien unter dem Titel Home Julie Andrews' Autobiografie, in der sie ihre Kindheit und Jugend sowie ihre Anfänge als Schauspielerin bis 1963 schildert. Während Andrews ihren Künstlernamen als Schauspielerin nach der Hochzeit mit Blake Edwards beibehalten hat, benutzt sie als Autorin meist ihren vollen Namen Julie Andrews Edwards.

### Privates
Im Jahr 1959 nahm sich Andrews drei Wochen von ihrem Engagement als Hauptdarstellerin in My Fair Lady frei, um ihren Verlobten, den späteren Bühnenbildner Tony Walton, den sie seit ihrer Kindheit kannte, zu heiraten. Die Trauung fand am 10. Mai unter großer Anteilnahme der Öffentlichkeit in der Dorfkirche St Mary’s in Oatlands statt.
Kurz vor Beginn der Dreharbeiten zu Mary Poppins kam Tochter Emma zur Welt. Die Ehe Andrews' mit Walton wurde am 14. November 1967 geschieden.
Im Jahr 1969 heiratete Andrews während der Dreharbeiten zu Darling Lili den Regisseur des Films, Blake Edwards. Dieser brachte aus einer Ehe mit der Schauspielerin Patricia Walker zwei Kinder, Jennifer und Geoffrey, in die Ehe mit Andrews ein. Mitte der 1970er Jahre adoptierten Andrews und Edwards zwei Mädchen aus Vietnam. Die Familie lebte abwechselnd in ihrer Villa in Los Angeles und auf ihrem Anwesen in Gstaad in der Schweiz. Am 15. Dezember 2010 starb Edwards im Alter von 88 Jahren. Andrews wurde am 29. März 2014 von der dortigen Gemeindeversammlung zur Ehrenbürgerin von Saanen ernannt, wofür sie sich mit einer Skulptur aus Edwards’ Besitz bedankte.

## Rezeption
Julie Andrews gehört zu den beliebtesten und anerkanntesten Schauspielerinnen des US-amerikanischen Films. Mit freundlichen Charakteren wie Mary Poppins und Maria von Trapp festigte sich schon zu Beginn ihrer Karriere ihr Ruf, die „guten Fee von Hollywood“ zu sein. Diese Rollen brachten ihr eine große Bekanntheit, was ein Filmkritiker wie folgt kommentierte: „Julie Andrews ist nicht – ein – Stern (Star), sie ist ein ganzes Sternbild“, doch legten sie sie auch früh auf ein Rollenfach fest. Später versuchte sie durch die Darstellung entgegengesetzter Charaktere ihr Image zu brechen, was nur bedingt beim Publikum ankam. Vor allem ihr zweiter Ehemann, der Regisseur Blake Edwards, besetzte sie in diesem Sinne: in Darling Lili als Spionin, in Victor/Victoria als vermeintliche Dragqueen, in Frauen waren sein Hobby als Psychiaterin, die versucht, einen notorischen Fremdgänger zu heilen. Mit ihrer Darstellung des Kindermädchens in den beiden Eloise-Filmen und der Königin Clarisse in Plötzlich Prinzessin I und II kehrte sie zum alten Rollentyp zurück.

## Auszeichnungen

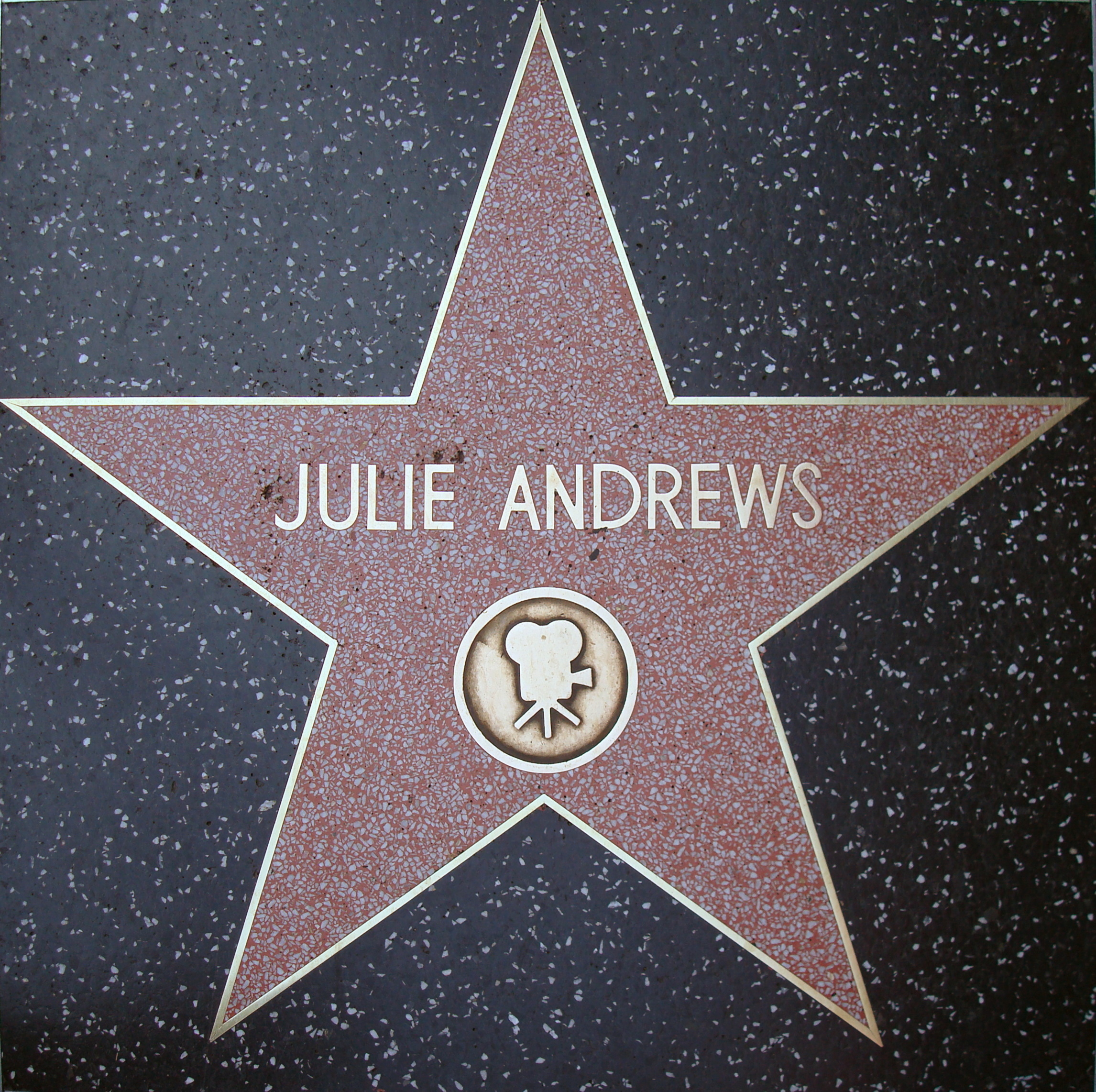
Julie Andrews’ Stern auf dem Hollywood Walk of Fame

Die Disney-Organisation ernannte Julie Andrews 1991 zur „Disney-Legende“ für ihre Verdienste als Schauspielerin in Disneyproduktionen. Am 31. Dezember 1999 wurde sie von Königin Elisabeth II. in den Stand einer Dame Commander of the British Empire erhoben.
2001 wurde Andrews in einer feierlichen Abendveranstaltung im Kennedy Center zusammen mit Van Cliburn, Quincy Jones, Jack Nicholson, Luciano Pavarotti mit dem Kennedy-Preis „für besondere Verdienste um die Künste“ ausgezeichnet. In der 2002 ausgestrahlten Sendung 100 Greatest Britons wurde Julie Andrews von den Zuschauern auf Platz 59 der 100 bedeutendsten Landsleute Großbritanniens gewählt. Bei den Screen Actors Guild Awards 2007 wurde die Schauspielerin für ihr Lebenswerk geehrt. Die Trophäe überreichten ihre Schauspielkollegen Dick Van Dyke und Anne Hathaway.
Bei der Adresse 6901 Hollywood Boulevard hat Andrews einen Stern auf dem Hollywood Walk of Fame. Außerdem widmete man ihr einen Stern auf der Avenue of Stars in London.
Golden Globe Award
- 1965: Auszeichnung als Beste Hauptdarstellerin – Komödie oder Musical für Mary Poppins
- 1966: Auszeichnung als Beste Hauptdarstellerin – Komödie oder Musical für Meine Lieder – Meine Träume
- 1968: Nominierung als Beste Hauptdarstellerin – Komödie oder Musical für Modern Millie
- 1969: Nominierung als Beste Hauptdarstellerin – Komödie oder Musical für Star!
- 1971: Nominierung als Beste Hauptdarstellerin – Komödie oder Musical für Darling Lili
- 1980: Nominierung als Beste Hauptdarstellerin – Komödie oder Musical für Zehn – Die Traumfrau
- 1983: Auszeichnung als Beste Hauptdarstellerin – Komödie oder Musical für Victor/Victoria
- 1987: Nominierung als Beste Hauptdarstellerin – Komödie oder Musical für That’s Life – So ist das Leben
- 1987: Nominierung als Beste Hauptdarstellerin – Drama für Duet for One

Oscar
- 1965: Auszeichnung als Beste Hauptdarstellerin für Mary Poppins
- 1966: Nominierung als Beste Hauptdarstellerin für Meine Lieder – Meine Träume
- 1983: Nominierung als Beste Hauptdarstellerin für Victor/Victoria

Weitere
- 1965: Auszeichnung mit dem Grammy Award für die Beste Aufnahme für Kinder für Mary Poppins
- 1966: Nominierung für den British Film Academy Award als Beste Hauptdarstellerin für Nur für Offiziere und Meine Lieder – meine Träume
- 1983: Auszeichnung mit dem Kansas City Film Critics Circle Award
- 1997: Aufnahme in die American Theater Hall of Fame
- 2001: Auszeichnung mit dem Donostia Award des Internationalen Filmfestivals in San Sebastián
- 2011: Auszeichnung mit dem Grammy Lifetime Achievement Award
- 2014: Ehrenbürgerschaft in ihrer Schweizer Wohngemeinde Saanen (Gstaad BE)
- 2019: Internationale Filmfestspiele von Venedig: Goldener Löwe – Ehrenpreis für das Lebenswerk[19]
- 2020/21: AFI Life Achievement Award[20] Ehrung des American Film Institute für ihr Lebenswerk.  (Die Zeremonie fand am 9. Juni 2022 im Dolby Theatre statt.)[21]

## Filmografie (Auswahl)
- 1964: Mary Poppins
- 1964: Nur für Offiziere (The Americanization of Emily)
- 1965: Meine Lieder – meine Träume (The Sound of Music)
- 1966: Der zerrissene Vorhang (Torn Curtain)
- 1966: Modern Millie – Reicher Mann gesucht (Thoroughly Modern Millie)
- 1966: Hawaii
- 1968: Star!
- 1970: Darling Lili
- 1974: Die Frucht des Tropenbaumes (The Tamarind Seed)
- 1979: Zehn – Die Traumfrau (10)
- 1980: Ein reizender Fratz (Little Miss Marker)
- 1981: S.O.B. – Hollywoods letzter Heuler (S.O.B.)
- 1982: Victor/Victoria
- 1983: Frauen waren sein Hobby (The Man Who Loved Women)
- 1986: That’s Life! So ist das Leben (That’s Life)
- 1986: Duet for One
- 1991: Tchin Tchin (Cin Cin)
- 1991: Laß mich nicht alleine, Mutter (Our Sons)
- 1999: Zauber einer Winternacht (One Special Night)
- 2000: In „bester“ Gesellschaft – Eine Familie zum Abgewöhnen (Relative Values)
- 2001: Plötzlich Prinzessin (The Princess Diaries)
- 2002: Wer tötete Victor Fox? (Unconditional Love)
- 2003: Eloise – Weihnachten im Plaza-Hotel (Eloise at Christmastime, Fernsehfilm)
- 2003: Eloise im Plaza-Hotel (Eloise at the Plaza, Fernsehfilm)
- 2004: Plötzlich Prinzessin 2 (The Princess Diaries 2: Royal Engagement)
- 2004: Shrek 2 – Der tollkühne Held kehrt zurück (Shrek 2, Stimme)
- 2007: Shrek der Dritte (Shrek the Third, Stimme)
- 2007: Verwünscht (Enchanted, Stimme der Erzählerin)
- 2010: Zahnfee auf Bewährung (Tooth Fairy)
- 2010: Für immer Shrek (Shrek Forever After, Stimme)
- 2010: Ich – Einfach unverbesserlich (Despicable Me, Stimme)
- 2017: Ich – Einfach unverbesserlich 3 (Despicable Me 3, Stimme)
- 2018: Aquaman (Stimme)
- seit 2020: Bridgerton (Fernsehserie, Stimme von Lady Whistledown)
- 2022: The King’s Daughter

## Theater (Rollen)
- 1954: The Boy Friend (Polly Brown)
- 1956: My Fair Lady (Eliza Doolittle)
- 1960: Camelot (Queen Guinevere)
- 1993: Putting It Together (Amy)
- 1995–1997: Victor/Victoria (Victoria Grant/Victor Grazinsky)

### Von Julie Andrews
- Julie Andrews Edwards: Mandy. HarperCollins, 1971, ISBN 0-06-113162-8.
- Julie Andrews Edwards: The Last of the Really Great Whangdoodles. 1974, ISBN 0-06-440314-9.
- Julie Andrews Edwards: Simeon’s Gift. HarperCollins, 2003, ISBN 0-06-008914-8.
- Julie Andrews Edwards: Dragon: Hound of Honor. 2005, ISBN 0-06-057119-5.
- Julie Andrews Edwards: The Great American Mousical. 2006, ISBN 0-06-057918-8.
- Julie Andrews: Home – A Memoir of My Early Years. 2008, ISBN 978-0-7868-6565-9.
- Julie Andrews Edwards, Emma Walton Hamilton: Dumpy the Dump Truck. HarperCollins, 2000, ISBN 0-7868-0609-5.
- Julie Andrews Edwards, Emma Walton Hamilton: Thanks to You: Wisdom from Mother & Child. 2007, ISBN 978-0-06-124002-7.
- Julie Andrews Edwards: Julie Andrews’ Collection of Poems, Songs, and Lullabies. 2009, ISBN 978-0-316-04049-5.

### Über Julie Andrews
- Richard Stirling: Julie Andrews: An Intimate Biography. Macmillan, 2007, ISBN 978-0-7499-5162-7.